# زبان فریسی شمالی
فریسی شمالی گونه‌ای از زبان‌های فریسی است و گویشوران آن حدود ۱۰ هزار نفر می‌باشند.
زبان فریسی شمالی به همراه زبان‌های فریسی غربی و فریسی ساترلند مجموعه زبان‌های فریسی را تشکیل می‌دهند. زبان‌های فریسی به زبان انگلیسی بسیار نزدیک اند و هردو در دسته زبان‌های انگلو-فریسی جای دارند.

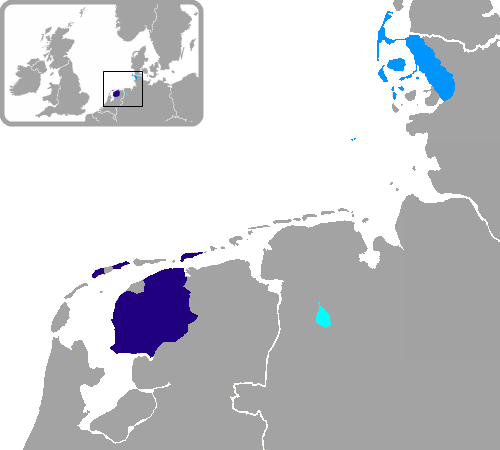
فریسی غربی
فریسی شمالی
فریسی ساترلند

## گویش‌ها

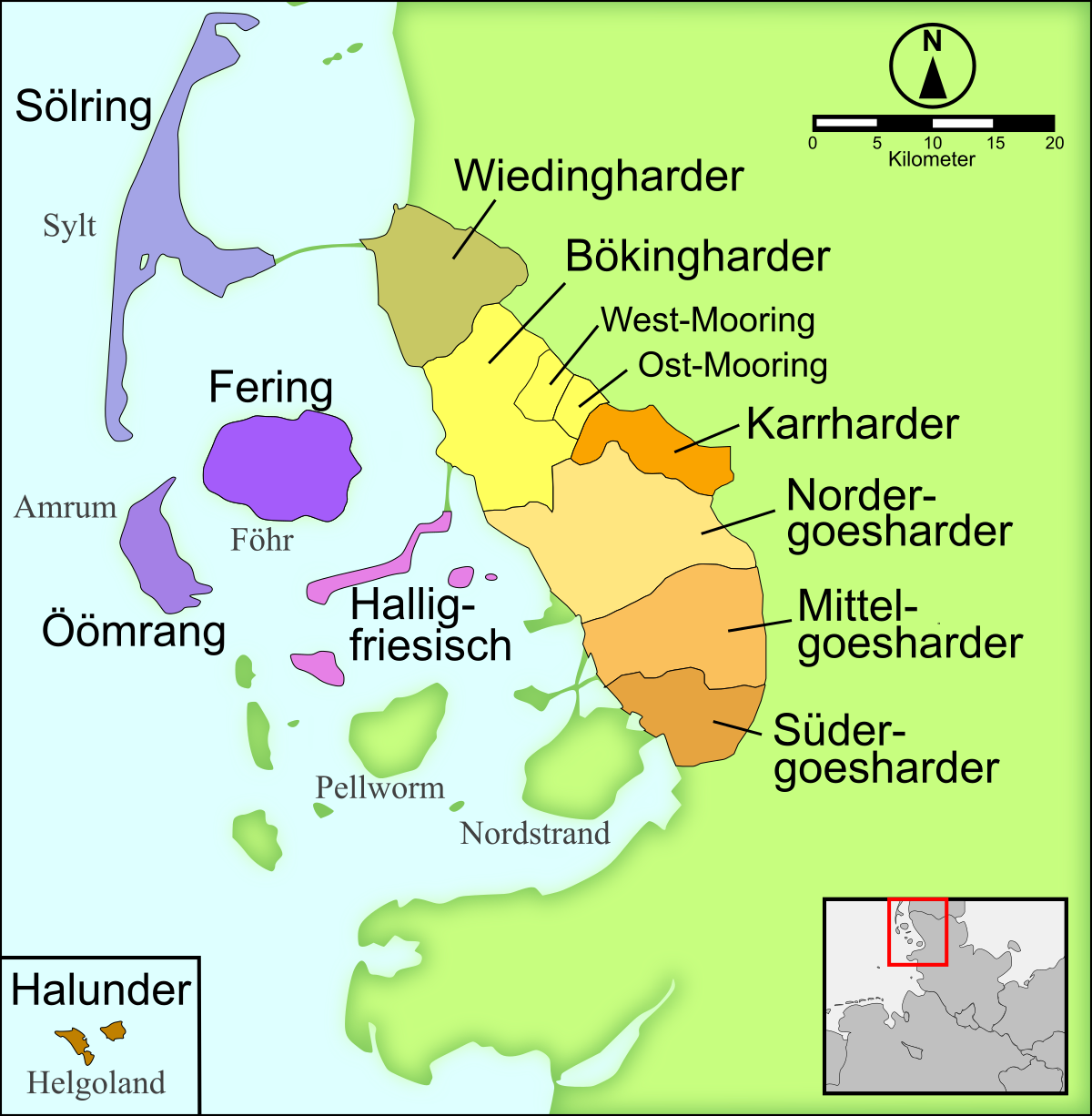
گویش‌های فریسی شمالی

برای زبان فریسی شمالی ۱۰ گویش برشمرده‌اند:
- فریسی سیلت
- فریسی فور-آمروم
- فریسی هلگولاند
- فریسی ویدینگهارد
- فریسی بوکینگهارد
- فریسی کارهارد
- فریسی شمال گوزهارد
- فریسی مرکز گوزهارد
- فریسی جنوب گوزهارد
- فریسی هالیگ